# Japanischer Schnabelwal

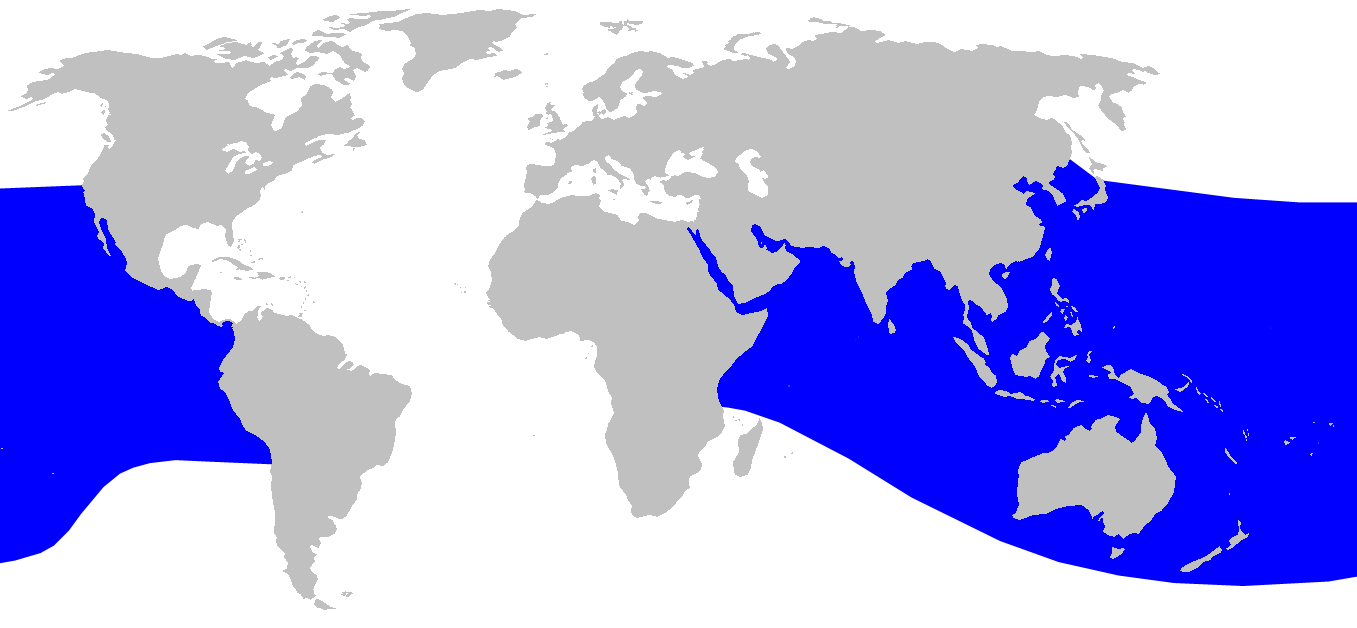
Verbreitungskarte des Japanischen Schnabelwals

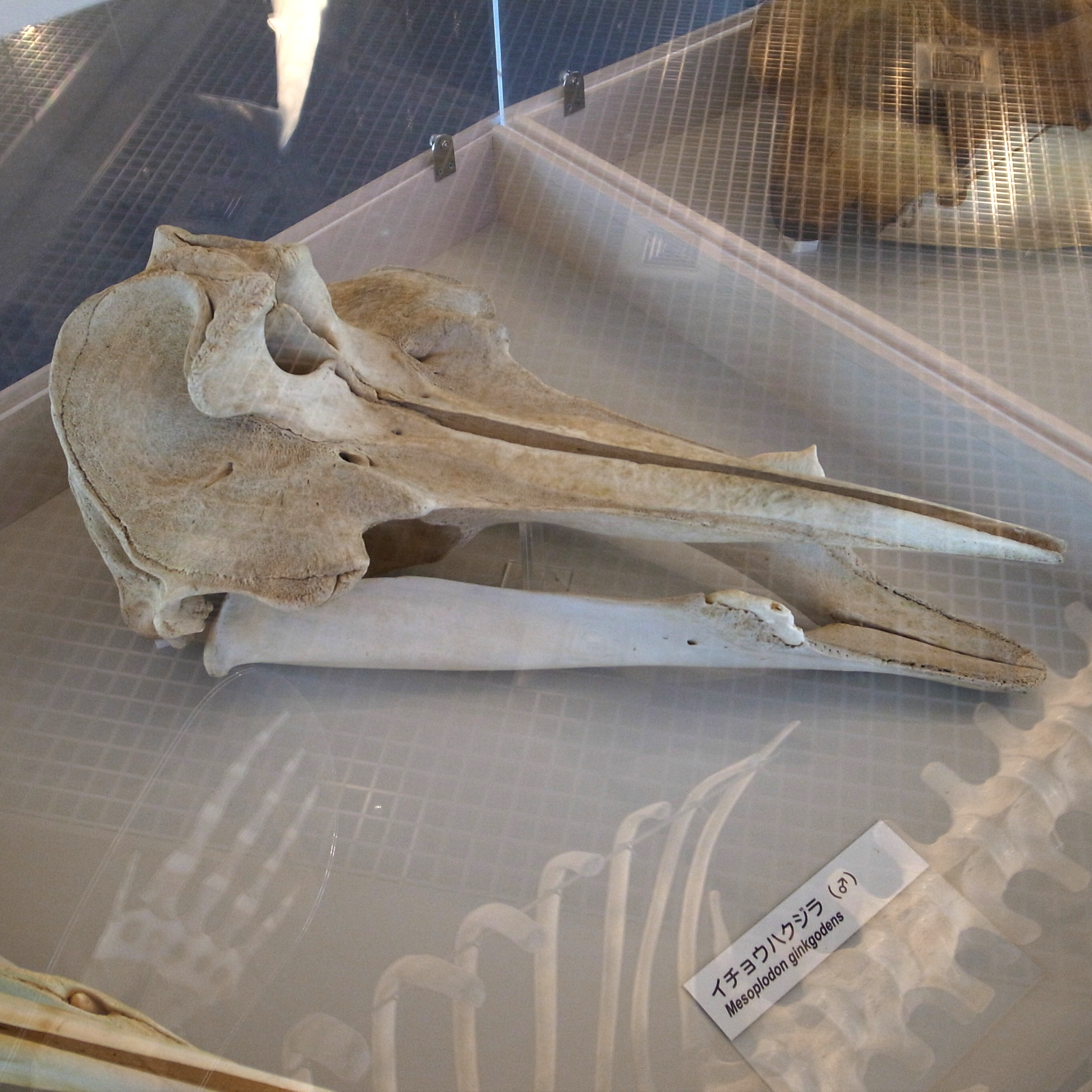
Schädel des Japanischen Schnabelwals

Der Japanische Schnabelwal (Mesoplodon ginkgodens) ist eine Walart aus der Familie der Schnabelwale (Ziphiidae). Die Art wurde von japanischen Zoologen 1958 beschrieben und nach dem ersten Fundort, Japan, benannt. Das Artepithet (ginkgodens) und der englische Name (Ginkgo-toothed Whale) spielen darauf an, dass die zwei Zähne des Unterkiefers an die Samen des Ginkgo-Baumes erinnern. Diese Zähne ragen bei erwachsenen Männchen aus dem hinteren Bereich des geschlossenen Mauls, bei Weibchen und Jungtieren sind sie verborgen.

## Verbreitung
Japanische Schnabelwale sind bislang nur von Strandungen bekannt, die entlang der Küsten des mittleren Pazifiks und des nördlichen Indischen Ozeans belegt sind. So wurden tote Tiere in Japan, Taiwan, dem östlichen Australien, bei den Chatham-Inseln, Kalifornien, der Westküste Mexikos, Sri Lanka und in der Straße von Malakka gefunden. Aufgrund der spärlichen Datenlage lassen sich auch keine Angaben über Gesamtzahl oder Gefährdung machen.

## Merkmale
Diese Wale sind grau gefärbt, wobei die Weibchen heller und größer als die Männchen werden. Bei den Männchen ist die vordere Schnabelhälfte hell. Der Unterkiefer ist in der Mitte aufgewölbt, so dass die Maulspalte einem liegenden S gleicht. In der Mitte des Unterkiefers der Männchen sitzt beiderseits der namensgebende, auch bei geschlossenem Maul sichtbare ginkgoblattförmige Zahn. Das größte bislang gefundene Exemplar erreichte eine Länge von 4,9 Metern und war rund zwei Tonnen schwer. Da es bisher keine Sichtung lebender Tiere gab, ist ihre Lebensweise unbekannt. Wie die anderen Zweizahnwale dürften sie hauptsächlich Bewohner offener Meere sein und in Paaren oder kleinen Gruppen zusammenleben und sich vorrangig von Tintenfischen ernähren. Im Gegensatz zu den anderen Vertretern ihrer Gattung weisen die Männchen dieser Art allerdings keine auf Rivalenkämpfe hindeutenden Narben auf.